# 5 Pułk Dragonów Cesarstwa Austriackiego
Uzasadnienie:  Ten sam oddział wojskowy, dla którego jako cezurę przyjęto przekształcenie Cesarstwa Austriackiego w Monarchię Austro-Węgier
5 Pułk Dragonów – jeden z austriackich pułków kawalerii okresu Cesarstwa Austriackiego.
Okręg poboru: 1781: Górna i Dolna Austria.

## Wcześniejsza nomenklatura
- 1769: 9 Pułk Kawalerii
- 1780: 7 Pułk Kawalerii
- 1789: 9 Pułk Kawalerii
- 1798: 15 Pułk Lekkich Dragonów
- 1801: 5 Pułk Dragonów

## Garnizony
Przed powstaniem Cesarstwa
- 1779-1788: Szászrégen
- 1791: Szászrégen
- 1794: Chełm
- 1796: Rejowiec
- 1798-1804: Reps

Po powstaniu Cesarstwa
- 1804-1805: Wiedeń
- 1806: Moór, Jenikau
- 1807-1808 Moór
- 1809: Iharos-Berény
- 1810-1813: Reps
- 1814-1815: Vicenza
- 1815-1831: Reps